# مويري (إراكليون)
مويري (Μοίραι) هي مدينة في إراكليون في اليونان.